# Susan Kilrain
Susan Leigh Kilrain de domo Still (ur. 24 października 1961 w Auguście) – amerykańska inżynier, oficer United States Navy, pilot doświadczalna i astronautka.

## Życiorys
W 1979 ukończyła szkołę w Natick (Massachusetts), a w 1985 inżynierię techniki lotniczej i astronautycznej w Georgia Institute of Technology. Od 1985 służyła w United States Navy, ukończyła z wyróżnieniem szkołę marynarki wojennej, w 1987 została lotnikiem morskim, później była instruktorką lotniczą w Key West. Ukończyła z wyróżnieniem Test Pilot School, później służyła w dywizjonie lotniczym w Virginia Beach. Ma wylatane ponad 3000 godzin na ponad 30 typach samolotów. Posiada stopień komandora. 8 grudnia 1994 została wyselekcjonowana przez NASA jako kandydatka na astronautkę i w marcu 1995 skierowana do Centrum Lotów Kosmicznych imienia Lyndona B. Johnsona w Houston. Od 4 do 8 kwietnia 1997 była pilotem misji STS-83 trwającej 3 dni, 23 godziny i 12 minut. Od 1 do 17 lipca 1997 jako pilot uczestniczyła w misji STS-94 trwającej 15 dni, 16 godzin i 44 minuty. Łącznie spędziła w kosmosie 19 dni, 15 godzin i 56 minut. Później pracowała w Kwaterze Głównej NASA w Waszyngtonie. Odeszła z biura astronautycznego w grudniu 2002, a z United States Navy w czerwcu 2005.
Stowarzyszenie Uczestników Lotów Kosmicznych (Association of Space Explorers) przyznało jej Universal Astronaut Insignia za lot orbitalny (nr 355).